# Halophila sulawesii
Halophila sulawesii là một loài thực vật có hoa trong họ Hydrocharitaceae. Loài này được J.Kuo mô tả khoa học đầu tiên năm 2007.